# Гарри Поттер и философский камень
«Га́рри По́ттер и филосо́фский ка́мень» (англ. Harry Potter and the Philosopher's Stone, в США вышел под названием Harry Potter and the Sorcerer’s Stone) — фэнтезийный роман британской писательницы Джоан Роулинг. Первая часть в серии книг о Гарри Поттере и дебютный роман Роулинг.
Сюжет строится вокруг главного героя, сироты Гарри Поттера, который узнаёт, что он волшебник в его одиннадцатый день рождения. Обучаясь в школе чародейства и волшебства «Хогвартс», он заводит себе близких друзей, Рона Уизли и Гермиону Грейнджер, с помощью которых останавливает попытку возвращения злого волшебника Волан-де-Морта, убившего родителей Гарри, когда ему было всего шесть месяцев.
Роман был впервые опубликован в Великобритании 26 июня 1997 года издательством Bloomsbury. Он получил множество британских книжных премий и наград, присуждаемых детьми. Книга заняла первое место в списке самых продаваемых произведений художественной литературы по версии New York Times в августе 1999 года и оставалась на высшей позиции более года. Роман был переведен на 73 языка и по нему снят одноименный полнометражный фильм. Он был продан тиражом более 120 миллионов экземпляров, что сделало его третьим бестселлером всех времен.
Большинство отзывов были положительными; в них хвалили воображение Роулинг, юмор, прямолинейный стиль и умное построение сюжета, хотя отмечали, что последние главы кажутся поспешными. Роман сравнивали с сочинениями Джейн Остин, одной из любимых писательниц Роулинг, с Роальдом Далем, чьи произведения доминировали в детских сказках до появления «Поттерианы», и с древнегреческим сказочником Гомером. В то время как некоторые комментировали, что книга вдохновлялась рассказами о викторианских и эдвардианских школах-интернатах, другие думали, что она прочно поместила жанр в современный мир, освещая современные этические и социальные проблемы, а также преодолевая препятствия, такие как травля.

## Сюжет

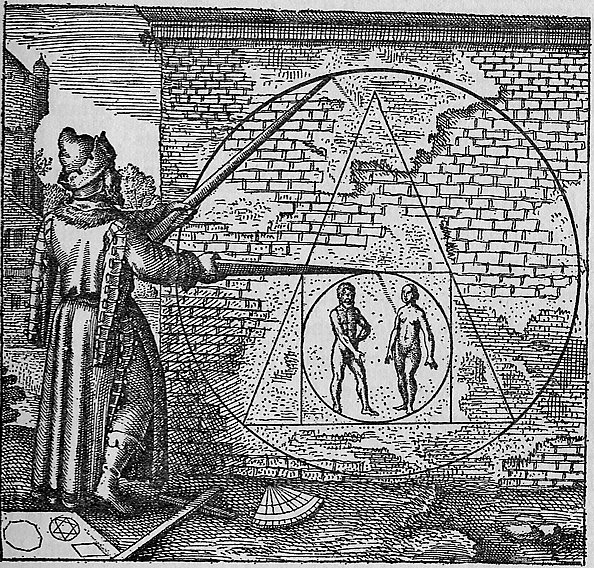
В основе романа лежит легенда о философском камне Николаса Фламеля, дающий бессмертие

31 октября 1981 года один из величайших темных волшебников в истории, лорд Волан-де-Морт, убивает пару волшебников Джеймса Поттера и Лили Поттер. Однако, когда лорд Волан-де-Морт попытался убить их годовалого сына Гарри, некая сила отменила проклятие, в результате чего тело Волан-де-Морта исчезло, его душа растворилась в небытии, а на лбу Гарри появился шрам в виде молнии. Пока весь волшебный мир праздновал падение армии Волан-де-Морта, директор школы чародейства и волшебства Хогвартс Альбус Дамблдор вместе с профессором Минервой МакГонагалл и лесничим Рубеусом Хагридом, отправляют мальчика Гарри на попечение магловской семьи Дурслей, являющихся ему единственными родственниками.
В течение 10 лет, которые Гарри прожил в семье своих тети и дяди Дурслей, он подвергался травле с их стороны и их избалованного сына Дадли. Кроме того, они ничего не рассказывали Гарри о его магическом происхождении, а про родителей заявляли, что они погибли в автокатастрофе. Переломный момент наступил для Гарри, когда на день рождения своего двоюродного брата они пошли в зоопарк. Там он случайно заслонил Дадли за стеклом и смог поговорить со змеёй. Позже Гарри получает письмо о зачислении в Хогвартс, но Дурсли, намереваясь скрыть правду, сжигают его. Совы продолжают приносить письма каждый день, и Дурсли в страхе перебираются на необитаемый остров, чтобы избежать их. В ночь одиннадцатого дня рождения Гарри Рубеус Хагрид приходит в лачугу на необитаемом острове, вручает Гарри письмо и объявляет, что он волшебник. Дурсли отказываются отпускать его в Хогвартс, оскорбляя директора школы. За это Хагрид отрастил свиной хвост их сыну Дадли, уведя Гарри.
Вскоре Гарри с Хагридом отправляются в магический Косой переулок и идут в банк Гринготтс, где Гарри узнает, что его родители оставили ему огромное наследство, а Хагрид тем временем забирает из своего сейфа какой-то предмет, завёрнутый в бумагу. Герои снимают часть денег и приобретают школьные принадлежности. Хагрид дарит Гарри подарок на день рождения — полярную сову, которую мальчик называет Буклей. В магазине одежды Гарри встречает мальчика из богатой семьи, который неприязненно относится к маглам и всем, кто им сопереживает.
В магазине волшебных палочек Олливандера, после множества попыток, Гарри получает палочку с сердцевиной из пера феникса (волшебная палочка сама выбирает волшебника). Олливандер говорит, что это очень любопытно, поскольку палочка с другим пером этого же феникса принадлежала Волан-де-Морту. Задержавшись в баре «Дырявый котёл», Хагрид рассказывает правду о родителях Гарри.
Первого сентября от платформы «девять и три четверти» вокзала Кингс-Кросс Гарри отправляется в Хогвартс. В поисках входа на платформу он впервые встречается с Роном Уизли, который впоследствии становится его лучшим другом. По дороге в школу Рон рассказывает Гарри о мире магов, спорте магов квиддиче и самом Хогвартсе, в котором четыре факультета: Гриффиндор, Пуффендуй, Когтевран и Слизерин; между делом, Гарри встречает высокомерного мальчика из магазина одежды и узнаёт — Драко Малфой, а также Гермиону Грейнджер, которая поначалу кажется Гарри и Рону выскочкой и всезнайкой. Распределяющая шляпа отправляет Гарри, Рона и Гермиону в Гриффиндор. Гарри замечает неприязненное отношение со стороны преподавателя зельеварения Северуса Снегга. На первом уроке полёта на метле Поттер конфликтует с Малфоем и начинает гоняться за тем на метле, совершенно без предыдущей практики хорошо держась в воздухе; его пилотаж замечает профессор МакГонагалл, которая тут же берёт Гарри в оборот и предлагает тому стать ловцом сборной факультета по квиддичу. Во время визита к Хагриду Гарри находит заметку в газете, из которой он узнаёт, что кто-то пытался похитить из банка предмет, который Хагрид забрал из сейфа на его глазах. Вскоре, гуляя по замку, Гарри и Рон забредают куда-то не туда и находят огромную трёхголовую собаку, которая охраняет какой-то люк. Чуть позже профессор защиты от тёмных искусств Квиррелл предупреждает учеников, что из подземелья вырвался тролль; Гарри и Рон спасают Гермиону от тролля, и они окончательно становятся друзьями.
Как-то в разговоре Хагрид упомянул про Николаса Фламеля, и спустя некоторое время ребята догадываются, что собака охраняет философский камень, дающий бессмертие — именно его давным-давно создал Фламель, и именно его Хагрид и перенёс из сейфа в Хогвартс. Также Гарри находит зеркало Еиналеж, показывающее самые сокровенные желания. Гарри видит в нём своих родителей и других своих родственников, а Рон - себя в роли старосты. Хагрид также проговаривается, что камень охраняется несколькими учителями, среди которых Стебль, Флитвик, МакГонагалл, Квиррелл, Снегг и сам Дамблдор. Гарри всё больше подозревает, что это Снегг намеревается украсть камень. Между делом, Хагрид добывает загадочное яйцо, из которого вылупляется настоящий маленький дракон. Постепенно новый питомец Хагрида, которому тот дал кличку Норберт, растёт, становится всё больше и больше, тайно содержать в хижине Хагрид его уже не может, и, что самое неприятное, про тайну Хагрида узнаёт Драко Малфой. Рон предлагает Хагриду поскорее отправить Норберта к своему старшему брату Чарли, который работает с драконами в Румынии, и той же ночью друзья успешно передают питомца Хагрида специалистам, но их ловит профессор МакГонагалл, нещадно штрафует всех за брожение по ночам и за распускание слухов о драконах (под горячую руку попадает и Малфою, который сразу побежал жаловаться), и назначает всем наказание. Позже, отбывая наказание с Хагридом в Запретном лесу, Гарри сталкивается с ужасающим незнакомцем в чёрном плаще со скрывающим лицо капюшоном, пьющим кровь мёртвого единорога для поддержания жизни, и со слов местных жителей, кентавров, понимает, что Снегг пытается украсть философский камень для Волан-де-Морта.
После экзаменов шрам Гарри в виде молнии постоянно болит. Оказывается, Хагрид, выпивая в баре с неким незнакомцем, проболтался ему, как пройти мимо трёхголовой собаки по кличке Пушок, которую посадил на люк именно он. В это время Дамблдор уезжает в Лондон, и Гарри решает, что Снегг, которого Гарри считает злоумышленником, попытается добраться до камня. Поэтому Поттер решает его опередить. Гарри, Рон и Гермиона обходят Пушка, сталкиваются с дьявольскими силками профессора Стебль, летающими ключами профессора Флитвика, волшебными шахматами профессора МакГонагалл, троллем профессора Квиррелла и зельями профессора Снегга. Рон, взяв на себя роль коня в шахматном поединке и пожертвовав собой для победы, остаётся без сознания, а Гермиона вынуждена вернуться, чтобы привести Рона в порядок. Гарри идёт дальше, но вместо Снегга обнаруживает зеркало Еиналеж и Квиррелла, который пытается достать из него философский камень, но терпит неудачу. Внезапно оказывается, что всё это время Квиррелл служил Волан-де-Морту, а Снегг, наоборот, пытался спасти Поттера, хоть и ненавидел его отца, а также выясняется, что философский камень нужен Волан-де-Морту для того, чтобы стать бессмертным. Гарри по приказу Квиррелла смотрит в зеркало и видит себя, успешно заполучившим камень; в тот же миг камень оказывается у него в кармане, но Гарри своему противнику ничего об этом не говорит. Квиррелл демонстрирует Гарри лицо Волан-де-Морта на своём затылке; всё это время Тёмный Лорд использовал Квиррелла как носителя, поскольку своего тела не имел. Волан-де-Морт пытается склонить Гарри на свою сторону, а после приказывает Квирреллу его убить, но от прикосновений Поттера Квиррелл получает ожоги, а потом и вовсе погибает. От духа Волан-де-Морта Гарри теряет сознание.
Очнувшись уже в больничном крыле, от Дамблдора Гарри узнаёт что сам Квиррелл не сумел достать камень из зеркала, как Гарри, лишь потому, что хотел завладеть камнем в корыстных целях, а не просто так, и что всё это время Гарри защищала любовь погибшей матери — именно благодаря её искренней любви Волан-де-Морт не сумел убить Гарри ни сам, ни руками Квиррелла. Дамблдор также сообщает Гарри, что, во избежание дальнейших попыток Волан-де-Морта завладеть камнем, Николас Фламель и его жена приняли решение уничтожить камень, даже если им и придётся наконец-то умереть после 665 лет жизни. За действия по защите камня ребята получают баллы, которые выводят Гриффиндор на первое место в соревновании факультетов. После объявления успешных результатов экзаменов ученики разъезжаются на летние каникулы.

## Создание и публикация
Дебютный роман Роулинг был написан в период между 1990 и 1995 годами. Идея возникла в 1990 году, когда Джо Роулинг (так она предпочитала, чтобы её называли) захотела переехать в квартиру в Манчестере: «Однажды на выходных после поисков квартиры я села на поезд обратно в Лондон самостоятельно, и идея про Гарри Поттера запала мне в голову… Тощий, маленький, черноволосый мальчик в очках все больше и больше становился для меня волшебником… В тот же вечер я начала писать „Философский камень“. Хотя первые пару страниц совсем не были похожи на готовый продукт». Затем умерла мать Роулинг, и, чтобы справиться со своей болью, Роулинг перенесла собственные страдания на сироту Гарри. Роулинг провела шесть лет, работая над «Гарри Поттером и философским камнем», и после того, как она была принята Bloomsbury, она получила грант в размере 8000 фунтов стерлингов от Шотландского совета по делам искусств, что позволило ей спланировать продолжения. Агент Роулинг потратил год, пытаясь продать книгу издателям, большинство из которых считали, что она слишком длинная и содержит около девяноста тысяч слов. Барри Каннингем, который собирал портфолио самобытных фантазий новых авторов для «Детских книг Блумсбери», порекомендовал принять книгу, а восьмилетняя дочь исполнительного директора Bloomsbury сказала, что она «намного лучше, чем что-либо ещё».
Книга была опубликована 26 июня 1997 года лондонским издательством «Bloomsbury», в то время как при выпуске в США в октябре 1998 года американским издательством «Scholastic Corporation» книга была опубликована под названием «Гарри Поттер и колдовской камень», потому что в Америке слово «философский» очень часто не связывают по смыслу с волшебством. Роулинг сама предложила слово «колдовской» вместо «философский», но позже заявила, что очень сожалеет об этом, но тогда она не стала отстаивать оригинальное название, потому что была, по её словам, не в том положении. Помимо названия в американском издании Роулинг сделала ещё несколько правок, в виде американизмов и замены британской формы различных слов на американскую, но при публикации последующих книг она наложила полное вето на какие-либо лексические замены в издания всех англоязычных стран. Образцы первого британского издания книги впоследствии были проданы за 33 460 долларов США в 2007 году на Heritage Auctions и за рекордные на то время 28 500 фунтов стерлингов в 2019 году на аукционе в Стаффордшире.

## Критика
Большинство отзывов были очень благоприятными, комментируя воображение Роулинг, юмор, простоту, прямой стиль и умное построение сюжета, несмотря на то, что некоторые жаловались на стремительное развитие событий в заключительных главах. Писательницу сравнивали с Джейн Остин, одной из любимых писательниц Роулинг, с Роальдом Далем, произведения которого преобладали в детской литературе до появления «Гарри Поттера», и с древнегреческим поэтом-сказителем Гомером. Хотя некоторые комментаторы сочли, что книга показывает школу-интернат Викторианской эпохи и эпохи короля Эдуарда, другие полагают, что она утвердила жанр в современном мире, ставя сегодняшние этические и социальные проблемы.
«Гарри Поттер и философский камень», наряду с остальными частями серии о Гарри Поттере, был подвергнут критике некоторыми религиозными группами и запрещен в некоторых странах из-за обвинений, что романы рекламируют чёрную магию. Тем не менее, некоторые христианские комментаторы писали, что книга является примером важной христианской точки зрения, включающую силу самопожертвования и способы, в которых решения людей формируют свою личность. Учителя считают, что «Гарри Поттер и философский камень» и его продолжения оказывают существенную помощь в повышении грамотности из-за популярности книг. Серия была также использована в качестве источника наглядных уроков в образовательных технологиях, социологического анализа и маркетинга.

## Комментарии
1. ↑  Дж. К. Роулинг была крещена Джоанн Роулинг без второго имени и создала криптоним Дж. К. Роулинг для публикации[7]. Она говорит, что в узких кругах всегда была известна как «Джо»[8]. На странице авторских прав книги ее имя указано как «Джоан Роулинг»[9].